# Francesco De Martino
Francesco De Martino (ur. 31 maja 1907 w Neapolu, zm. 18 listopada 2002 tamże) – włoski polityk i prawnik, profesor, senator dożywotni, przywódca i mentor włoskich socjalistów.

## Życiorys
Absolwent nauk prawnych na Università degli Studi di Napoli Federico II, z którą to uczelnią pozostawał przez wiele lat związany zawodowo jako profesor. Specjalizował się w zakresie prawa rzymskiego, opublikował liczne prace naukowe z tej dziedziny. W 1943 przystąpił do antyfaszystowskiej Partito d'Azione, a w 1945 został członkiem reaktywowanej Włoskiej Partii Socjalistycznej (PSI).
W 1948 po raz pierwszy uzyskał mandat posła do Izby Deputowanych, w niższej izbie włoskiego parlamentu zasiadał nieprzerwanie do 1983 w ramach I, II, III, IV, V, VI, VII i VIII kadencji. Kolejne cztery lata spędził w Senacie IX kadencji. W 1963 zastąpił Pietra Nenniego na stanowisku sekretarza PSI (lidera tej partii), funkcję tę pełnił przez pięć lat (od 1966 wspólnie z Mariem Tanassim), a następnie także w okresach 1969–1970 i 1972–1976. Był wicepremierem w rządach, na czele których stali Mariano Rumor i Emilio Colombo.
W latach 70. jego syn został uprowadzony przez terrorystów z camorry, uwolniono go po wpłaceniu okupu. W 1971 i 1978 bez powodzenia kandydował na prezydenta Republiki Włoskiej. W 1976 po słabym wyniku wyborczym socjalistów (poniżej 10%) przewodnictwo w partii przejął Bettino Craxi, Francesco De Martino pozostał w parlamencie. W 1987 zrezygnował ze startu w kolejnych wyborach. 1 czerwca 1991 prezydent Włoch Francesco Cossiga w uznaniu zasług powierzył mu godność dożywotniego senatora. Francesco De Martino zasiadał ponownie w Senacie (X, XI, XII, XIII i XIV kadencji) do czasu swojej śmierci.